# LF(k)-Grammatik
Dieser Artikel setzt Vorkenntnisse im Bereich Theoretische Informatik und Compilerbau voraus.
Eine LF(k)-Grammatik ist eine spezielle kontextfreie Grammatik, welche die Grundlage eines LF(k)-Parsers bildet. Auf Grund der sehr engen Verwandtschaft werden LF(k)-Grammatiken auch als starke LL(k)-Grammatiken bezeichnet.
Die Bezeichnung LF(k)-Grammatik bedeutet, dass jeder Ableitungsschritt eindeutig durch k Symbole der Eingabe (Lookahead) bestimmt ist. Damit kann die Frage, welches Nichtterminalsymbol mit welcher Regel als Nächstes expandiert werden soll, eindeutig mit Hilfe der nächsten k Symbole der Eingabe beantwortet werden.
Generell gilt, je größer k gewählt wird, umso mächtiger wird die Sprachklasse, wobei die Ausdrucksstärke von kontextfreien Grammatiken nie erreicht wird. Damit gibt es kontextfreie Grammatiken, die für kein k LF(k)-Grammatiken sind.
{\displaystyle {\mathcal {L}}(\mathrm {LF} (1))\subsetneq {\mathcal {L}}(\mathrm {LF} (2))\subsetneq \dots \subsetneq {\mathcal {L}}(\mathrm {PDA} )}

## Formale Definition LF(k)-Grammatik
Eine kontextfreie Grammatik {\displaystyle G=(N,\Sigma ,P,S)} ist genau dann eine LF(k)-Grammatik, wenn für alle Linksableitungen der Form
|                                       | {\displaystyle wA\gamma \Rightarrow _{l}w\alpha \gamma \Rightarrow _{l}^{*}wx}     |
| {\displaystyle S\Rightarrow _{l}^{*}} |                                                                                    |
|                                       | {\displaystyle w'A\gamma '\Rightarrow _{l}w'\beta \gamma '\Rightarrow _{l}^{*}w'y} |

mit {\displaystyle w,w',x,y\in \Sigma ^{*};\alpha ,\beta ,\gamma ,\gamma '\in (N\cup \Sigma )^{*};A\in N} und {\displaystyle first_{k}\left(x\right)=first_{k}(y)} gilt {\displaystyle \alpha =\beta }.
Für die in der Definition benutzte Funktion zur Bestimmung der first-Mengen gilt:
| {\displaystyle a\in \Sigma ^{*};\|a\|\leq k}                   | {\displaystyle {\mathit {first}}_{k}\left(a\right)=\{a\}}                                                                            |
| {\displaystyle a\in \Sigma ^{*};\|a\|>k}                       | {\displaystyle {\mathit {first}}_{k}(a)=\{v\in \Sigma ^{*}\mid a=vw;\|v\|=k\}}                                                       |
| {\displaystyle A\in (N\cup \Sigma )^{*}\backslash \Sigma ^{*}} | {\displaystyle {\mathit {first}}_{k}(A)=\{v\in \Sigma ^{*}\mid A\Rightarrow ^{*}w;w\in \Sigma ^{*};{\mathit {first}}_{k}(w)=\{v\}\}} |
| {\displaystyle {\mathcal {A}}\in 2^{(N\cup \Sigma )^{*}}}      | {\displaystyle {\mathit {first}}_{k}({\mathcal {A}})=\{w\in first_{k}(\alpha )\mid \alpha \in {\mathcal {A}}\}}                      |

## Anwendung
Die formale Definition einer LF(k)-Grammatik ist bezüglich praktischer Anwendung nur mit großem Aufwand überprüfbar. Daher erfolgt die Prüfung auf LF(k)-Eigenschaft mithilfe eines abgewandelten Ansatzes.
Eine reduzierte kontextfreie Grammatik ist genau dann eine LF(k)-Grammatik, wenn für alle Nichtterminalsymbole {\displaystyle A} und für alle Produktionen {\displaystyle A\to \beta } und {\displaystyle A\to \gamma } mit {\displaystyle \beta \neq \gamma } gilt: {\displaystyle first_{k}(\{\beta \}follow_{k}(A))\cap first_{k}(\{\gamma \}follow_{k}(A))=\emptyset }.
Erklärung: Infolge einer Wortableitung wurde das Startsymbol der kontextfreien Grammatik (in eventuell mehreren Schritten) expandiert. Angenommen, im nächsten Schritt soll das Nichtterminalsymbol A ersetzt werden. Dazu stehen aber zwei verschiedene Regeln {\displaystyle A\to \beta } und {\displaystyle A\to \gamma } zur Verfügung. Ist die in der Gesetzmäßigkeit angegebene Schnittmenge leer, dann kann die Regelauswahl eindeutig getroffen werden.
Für diesen Zweck wird die Funktion {\displaystyle follow_{k}\left(A\right)} benötigt, die die Menge aller A folgenden Symbole berechnet.
Die Prüfung auf LL(1)-Eigenschaft benutzt den gleichen Ansatzpunkt. Eine Verallgemeinerung auf beliebige k ist dabei jedoch nicht möglich. Dieser Unterschied grenzt beide Grammatikformen voneinander ab.

## Beispiel
Die Grammatik {\displaystyle G} soll auf ihre LF(k)-Eigenschaft hin untersucht werden. Mit anderen Worten: Für welches k ist G eine LF(k)-Grammatik?
{\displaystyle G=\left(\{S,A\},\{\varepsilon ,a,b\},P,S\right)} und die Menge der Produktionen ist
{\displaystyle S\to aAaa\quad S\to bAba\quad A\to \varepsilon \quad A\to b}
Zunächst werden die first- bzw. follow-Mengen der Nichtterminalsymbole bestimmt.
|                   | {\displaystyle first_{1}}                     | {\displaystyle first_{2}}                     | {\displaystyle first_{3}}                      | {\displaystyle follow_{1}}                  | {\displaystyle follow_{2}}                  | {\displaystyle follow_{3}}                  |
| {\displaystyle S} | {\displaystyle \left\{a,b\right\}}            | {\displaystyle \left\{aa,ab,bb\right\}}       | {\displaystyle \left\{aaa,aba,bba,bbb\right\}} | {\displaystyle \left\{\varepsilon \right\}} | {\displaystyle \left\{\varepsilon \right\}} | {\displaystyle \left\{\varepsilon \right\}} |
| {\displaystyle A} | {\displaystyle \left\{\varepsilon ,b\right\}} | {\displaystyle \left\{\varepsilon ,b\right\}} | {\displaystyle \left\{\varepsilon ,b\right\}}  | {\displaystyle \left\{a,b\right\}}          | {\displaystyle \left\{aa,ba\right\}}        | {\displaystyle \left\{aa,ba\right\}}        |

Es folgt der Vergleich der wie oben definierten Mengen für alle Produktionen mit gleichen linken Regelseiten. In diesem Beispiel werden somit die Regeln {\displaystyle S\to aAaa} mit {\displaystyle S\to bAba} und {\displaystyle A\to \varepsilon } mit {\displaystyle A\to b} verglichen.
Im Fall des Nichtterminalsymbols S sind schon für {\displaystyle k=1} die Mengen
{\displaystyle first_{1}(\left\{aAaa\right\}follow_{1}(S))=\{a\}} und {\displaystyle first_{1}(\left\{bAba\right\}follow_{1}(S))=\{b\}}
disjunkt. Weitere Betrachtungen für größere k können entfallen.
|                                                          | {\displaystyle k=1}                | {\displaystyle k=2}                  | {\displaystyle k=3}                    |
| {\displaystyle first_{k}(\{\varepsilon \}follow_{k}(A))} | {\displaystyle \left\{a,b\right\}} | {\displaystyle \left\{aa,ba\right\}} | {\displaystyle \left\{aa,ba\right\}}   |
| {\displaystyle first_{k}(\{b\}follow_{k}\left(A\right))} | {\displaystyle \left\{b\right\}}   | {\displaystyle \left\{ba,bb\right\}} | {\displaystyle \left\{baa,bba\right\}} |

Erst für {\displaystyle k=3} sind die zu vergleichenden Mengen disjunkt und damit die deterministische Regelauswahl gewährleistet. Die Beispielgrammatik G ist also eine LF(3)-Grammatik.